# داش‌بلاغ (شهرستان سوقلوق)
داش‌بلاغ (به لاتین: Tösh-Bulak) یک منطقهٔ مسکونی در قرقیزستان است که در شهرستان سوقلوق واقع شده‌است. داش‌بلاغ ۱٬۷۴۱ نفر جمعیت دارد و ۱٬۲۶۵ متر بالاتر از سطح دریا واقع شده‌است.